# HD26892
HD26892 — хімічно пекулярна зоря спектрального класу F0, що має видиму зоряну величину в смузі V приблизно  9,1.
Вона  розташована на відстані близько 1315,1 світлових років від Сонця.

## Фізичні характеристики
Телескоп Гіппаркос зареєстрував фотометричну змінність  даної зорі з періодом    0,12 доби в межах від  Hmin= 9,36 до  Hmax= 9,27.